# Dekarz

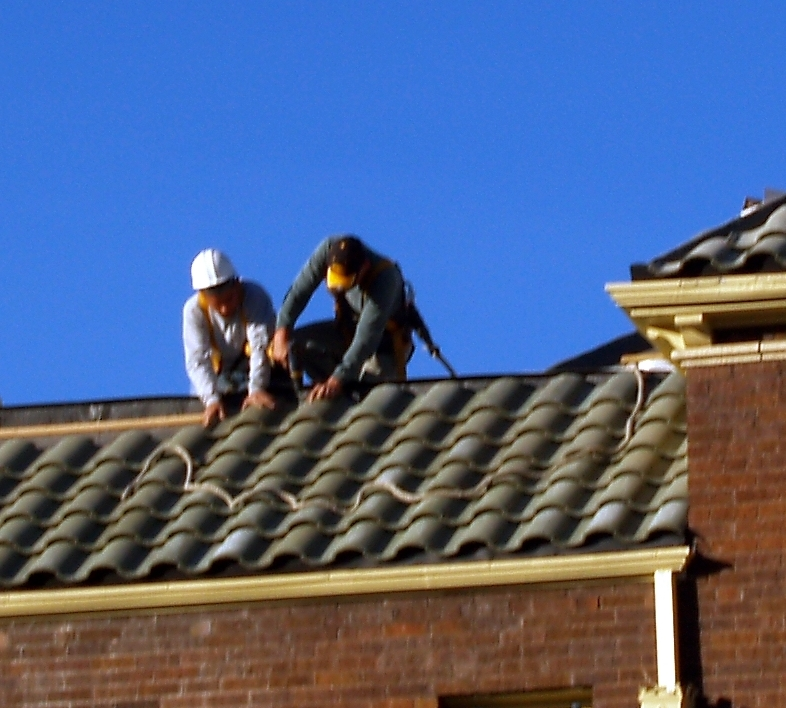
Dekarze w Denver

Dekarz – rzemieślnik, zajmujący się pokrywaniem i naprawianiem dachów materiałami dekarskimi tj.: dachówkami, blachodachówkami, kamieniem np. łupkiem naturalnym lub strzechą. 
Dekarz jako zawód wyodrębnił się w dwóch ostatnich dziesięcioleciach XIX wieku. Cieśla po wywieszeniu wiechy i poczęstunku u gospodarza pozostawiał dalszą część pracy dekarzowi. Nazwa pochodzi najprawdopodobniej od deku – formy pokrycia dachowego z targanej słomy, przyciśniętej młodymi drzewkami i ciężkimi gałęziami. Z tej nazwy wywodzi się słowo dekować, czyli układać dach. Wcześniej zadaniami dekarza zajmował się cieśla.
Nazwa zawodu pochodzi z niemieckiego Decker (osoba pokrywająca). 

## Stowarzyszenia
W Polsce działa m.in. Polskie Stowarzyszenie Dekarzy (rok zał. 1999), będące członkiem International Federation for the Roofing Trade (IFD) o zasięgu światowym. Prezesem IFD na lata 2013–2016 został wybrany Michał Olszewski.